# Torneio Imprensa de 1943
O Torneio Imprensa também conhecido como Taça Doutor Manoel Vargas Netto , foi uma competição amistosa disputada no Rio de Janeiro realizado em 1943, com times e seleções do Rio de Janeiro, São Paulo e Minas Gerais. 
A competição teve início em 22 de outubro de 1943 e teve fim em 07 de novembro do mesmo ano.

## Participantes
ista dos participantes do Torneio Imprensa:
| Estado         | Nome                                                   |
| -------------- | ------------------------------------------------------ |
| Rio de Janeiro | Seleção Carioca - Bonsucesso, Canto do Rio e Madureira |
| Rio de Janeiro | America                                                |
| Rio de Janeiro | Bangu                                                  |
| Rio de Janeiro | São Cristóvão                                          |
| Minas Gerais   | Seleção Mineira - Atlético, Cruzeiro e Villa Nova      |
| São Paulo      | Portuguesa                                             |

## Jogos
| Data  | Estado         | Time 1          | Resultado | Time 2          | Estado         | Estádio           |
| ----- | -------------- | --------------- | --------- | --------------- | -------------- | ----------------- |
| 22/10 | Rio de Janeiro | Seleção Carioca | 4 x 1     | Seleção Mineira | Minas Gerais   | São Januário      |
| 22/10 | Rio de Janeiro | America         | 2 x 2     | Portuguesa      | São Paulo      | São Januário      |
| 24/10 | Rio de Janeiro | America         | 0 x 0     | Seleção Mineira | Minas Gerais   | Caio Martins      |
| 24/10 | Rio de Janeiro | Seleção Carioca | 2 x 3     | Portuguesa      | São Paulo      | Caio Martins      |
| 25/10 | Rio de Janeiro | Bangu           | 3 x 1     | São Cristóvão   | Rio de Janeiro | São Januário      |
| 29/10 | Rio de Janeiro | Bangu           | 0 x 2     | Portuguesa      | São Paulo      | Laranjeiras       |
| 29/10 | Rio de Janeiro | São Cristóvão   | 3 x 1     | Seleção Mineira | Minas Gerais   | Laranjeiras       |
| 30/10 | Rio de Janeiro | America         | 1 x 0     | Seleção Carioca | Rio de Janeiro | Laranjeiras       |
| 31/10 | Rio de Janeiro | Bangu           | 5 x 2     | Seleção Mineira | Minas Gerais   | General Severiano |
| 31/10 | Rio de Janeiro | São Cristóvão   | 0 x 2     | Portuguesa      | São Paulo      | General Severiano |
| 03/11 | Rio de Janeiro | Bangu           | 3 x 2     | Seleção Carioca | Rio de Janeiro | Laranjeiras       |
| 03/01 | Rio de Janeiro | America         | 3 x 1     | São Cristóvão   | Rio de Janeiro | Laranjeiras       |
| 06/11 | São Paulo      | Portuguesa      | 0 x 2     | Seleção Mineira | Minas Gerais   | São Januário      |
| 07/11 | Rio de Janeiro | Bangu           | 1 x 1     | America         | Rio de Janeiro | São Januário      |
| 07/11 | Rio de Janeiro | Seleção Carioca | 5 x 2     | São Cristóvão   | Rio de Janeiro | São Januário      |

## Classificação final
| Classificação Final | Classificação Final | Classificação Final | Classificação Final | Classificação Final | Classificação Final | Classificação Final | Classificação Final | Classificação Final | Classificação Final | Classificação Final |
| Times               | Times               | Pts                 | J                   | V                   | E                   | D                   | GP                  | GC                  | SG                  |                     |
| ------------------- | ------------------- | ------------------- | ------------------- | ------------------- | ------------------- | ------------------- | ------------------- | ------------------- | ------------------- | ------------------- |
| 1                   | Bangu               | 7                   | 5                   | 3                   | 1                   | 1                   | 12                  | 8                   | +4                  |                     |
| 2                   | Portuguesa          | 7                   | 5                   | 3                   | 1                   | 1                   | 9                   | 6                   | +3                  |                     |
| 3                   | America             | 7                   | 5                   | 2                   | 3                   | 0                   | 7                   | 4                   | +3                  |                     |
| 4                   | Seleção Carioca     | 4                   | 5                   | 2                   | 0                   | 3                   | 13                  | 10                  | +3                  |                     |
| 5                   | Seleção Mineira     | 3                   | 5                   | 1                   | 1                   | 3                   | 6                   | 12                  | -6                  |                     |
| 6                   | São Cristóvão       | 2                   | 5                   | 1                   | 0                   | 4                   | 7                   | 14                  | -7                  |                     |